# Herbstsession 2006

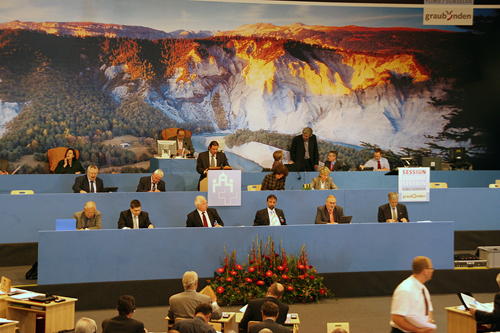
Das Podium des Nationalrates

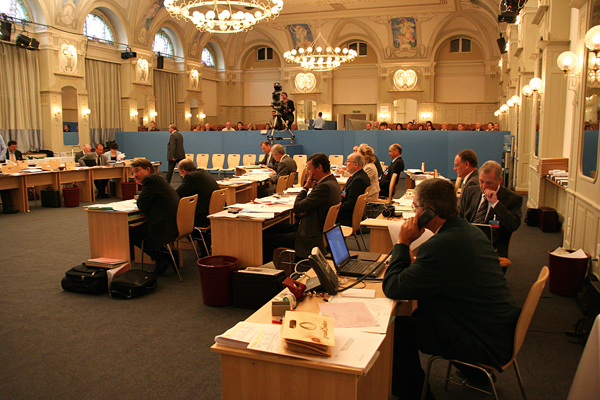
Der «Ständeratssaal»

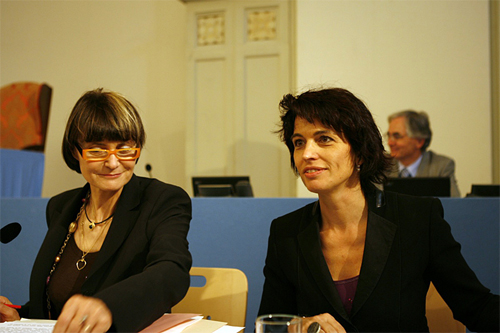
Bundesrätin Micheline Calmy-Rey und Bundesrätin Doris Leuthard als Doppelvertretung der Regierung im Ständerat

Die Herbstsession 2006 von National- und Ständerat fand vom 18. September 2006 bis zum 6. Oktober 2006 wegen der umfassenden Renovation der Parlamentsräumlichkeiten im Bundeshaus extra muros in der rätoromanischen Ortschaft Flem/Flims statt.

## Vorgeschichte
In den Sommer- und Herbstmonaten konnte das Bundeshaus in Bern wegen der Umbauarbeiten nicht für den Parlamentsbetrieb genutzt werden. Das Büro des Nationalrates prüfte zwei Alternativen im Raume Bern und im Kanton Graubünden. Da bereits zwei Sessionen ausserhalb des Bundeshauses im französischen und italienischen Sprachgebiet durchgeführt worden waren, erachtete es das Büro des Nationalrates aus staatspolitischen Gründen für sinnvoll, eine Session im romanischen Sprachgebiet durchzuführen. Die Empfehlung für die romanische Schweiz kam von Ständerat Christoffel Brändli. Das Büro des Nationalrates hielt die Durchführung einer Session «extra muro» für nicht zwingend, aber wegen der Umbauarbeiten für wünschenswert.
Der Kanton Graubünden präzisierte die Kandidatur und empfahl die Region Surselva. Bern empfahl die Durchführung der Nationalratstagung im Rathaus der Stadt, und erachtete den Kursaal wegen des optimalen Infrastrukturangebots als primären Durchführungsort der Ständeratstagungen. Eine Studie ergab, dass an beiden Orten eine Session extra muros durchgeführt werden kann. Jedoch ermöglichte Flims die Konzentration beider Räte an einem Ort, was die betriebliche und organisatorischen Verhältnisse vereinfachte. Die Durchführung in Bern hätte Kosten von 1,3 Millionen Franken, in Flims von 1,7 Millionen Franken verursacht, wobei jeweils eine Million durch Einsparungen beim Umbau des Parlamentsgebäudes kompensiert werden konnten.
Zur Durchführung kam es im Rahmen einer parlamentarischen Initiative der Nationalrats- und Ständeratsbüros. Da gemäss Artikel 32 des Parlamentsgesetz ein einfacher Bundesbeschluss für die Durchführung einer Session extra muros benötigt wird, umfasste der Initiativtext zwei Punkten:
1. Die ordentliche Herbstsession der Bundesversammlung vom 18. September bis am 6. Oktober 2006 findet in der Gemeinde Flem/Flims, Kanton Graubünden statt.
2. Für die zusätzlichen Ausgaben des Bundes wird ein Verpflichtungskredit von 1,7 Millionen Franken bewilligt.

In der Stellungnahme nahm der Bundesrat zunächst vom Beschluss Kenntnis. Trotz der Mehrkosten für Bundesrat und Verwaltung unterstützte er die Idee als «Beitrag zum Verständnis für Minderheiten sowie zur guten Verständigung unter den verschiedenen Sprachgemeinschaften».
Der Ständerat beriet am 27. April 2004 als Erstrat über den Beschluss. Bruno Frick stellte für das Ständeratsbüro die Initiative im Ständerat vor. Die Atmosphäre der Ratsdiskussion war heiter, da Frick in romanischer Sprache (Grazia fitg per il sustegn da nossa proposta ed a revair a Flem!) für die Annahme der parlamentarischen Initiative bat. Für kurze Unruhe im Ständeratssaal sorgte This Jenny, als er seine grundsätzliche Ablehnung des Vorschlags kundtat. Er begründete dies mit finanzpolitischen Überlegungen, und da sein Kantonshauptort Glarus nicht am Nationalstrassennetz angeschlossen sei. Der Ständerat trat schliesslich ohne Gegenantrag ein.
Der Nationalrat beriet 29. September 2004 über die parlamentarische Initiative. Fulvio Pelli stellte den Vorschlag dem Nationalrat fürs Nationalratsbüro vor. Sep Cathomas empfahl im Namen der Christlichdemokratischen Volkspartei und Duri Bezzola im Namen der freisinnig-demokratischen Partei den Antrag zu unterstützen. Auch der Nationalrat trat ohne Gegenanträge ein. Somit war die Durchführung der Session extra muros in Flims beschlossen.

## Infrastruktur
Der Nationalrat tagte in einer Tennishalle, der Ständerat im Fünf-Sterne Hotel "Waldhaus".